# Irton (North Yorkshire)
Irton is een civil parish in het bestuurlijke gebied Scarborough, in het Engelse graafschap North Yorkshire met 312 inwoners.